# Christophe Perrillat-Collomb
Christophe Perrillat-Collomb (* 19. Januar 1979 in Annecy) ist ein ehemaliger französischer Skilangläufer.

## Werdegang
Perrillat-Collomb nahm ab 1998 an internationalen Wettbewerben der Fédération Internationale de Ski teil. Ab 2000 trat er beim Skilanglauf-Weltcup an, bei den er vorwiegend Platzierungen im Mittelfeld belegte. Sein erstes Weltcuprennen absolvierte er im März 2000 in Lahti, welches er auf dem 45. Rang im Sprint beendete. Im März 2001 holte er in Kuopio mit dem 25. Platz über 60 km Freistil seine ersten Weltcuppunkte. Bei den Olympischen Winterspielen 2002 in Salt Lake City kam er auf den 56. Platz im 20-km-Skiathlon und den achten Rang mit der Staffel. Bei den nordischen Skiweltmeisterschaften 2003 im Val di Fiemme errang er den 40. Platz im 30-km-Massenstartrennen.
2004 gewann er in der Worldloppet-Serie den Engadin Skimarathon. Seinen ersten und bisher einzigen Weltcupsieg holte er im Januar 2004 mit der Staffel in La Clusaz, gemeinsam mit Vincent Vittoz, Alexandre Rousselet und Emmanuel Jonnier. Im November 2004 erreichte er in Gällivare mit dem dritten Platz in der Staffel seinen nächsten Podestplatz im Weltcup.
Bei den nordischen Skiweltmeisterschaften 2005 in Oberstdorf belegte er den 30. Rang im 30-km-Skiathlonrennen, den 15. Platz im 50-km-Massenstartrennen und den sechsten Platz mit der Staffel. Zum Beginn der Saison 2005/06 errang er in Beitostølen mit dem 10. Platz über 15 km klassisch seine erste Top-Zehn-Platzierung in einem Weltcupeinzelrennen. Einen Tag später holte er mit der Staffel den zweiten Platz. Bei den folgenden Olympischen Winterspielen in Pragelato erreichte er den 34. Platz im Skiathlon, den 24. Rang über 15 km klassisch und den vierten Platz mit der Staffel. Die Saison beendete er auf den 70. Platz in der Weltcupgesamtwertung. Bei der ersten Tour de Ski belegte er den 39. Platz in der Gesamtwertung. Den 25. Platz erreichte er bei den nordischen Skiweltmeisterschaften 2007 in Sapporo. Die Tour de Ski 2007/08 beendete er auf den 50. Rang in der Gesamtwertung.
2008 siegte er beim Skimarathon La Foulée Blanche über 42 km Freistil. Im Januar 2009 schaffte er in Whistler mit dem achten Platz im 30-km-Skiathlonrennen seine beste Platzierung in einem Weltcupeinzelrennen. Bei den nordischen Skiweltmeisterschaften 2009 in Liberec errang er den 41. Platz über 15 km klassisch und den 28. Rang im 50-km-Massenstartrennen
Im Februar 2010 gewann er den Worldloppet-Lauf Transjurassienne über 76 km. Bei den nordischen Skiweltmeisterschaften 2011 in Oslo belegte er den 32. Platz im 30-km-Skiathlonrennen und über 15 km klassisch. Die Tour de Ski 2011/12 beendete er auf den 37. Platz. Im März 2012 gewann er bei den französischen Skilanglaufmeisterschaften in Bessans Silber über 15 km Freistil und Gold im Skiathlon. Ab 2012 nahm er am Alpencup und am Skilanglauf-Marathon-Cup teil, den er 2014 auf den achten Platz in der Gesamtwertung beendete. Im Februar 2013 siegte er beim Gommerlauf über 30 km Freistil.

## Erfolge

### Weltcupsiege im Team
| Nr. | Datum           | Ort       | Disziplin           |
| --- | --------------- | --------- | ------------------- |
| 1.  | 7. Februar 2004 | La Clusaz | 4 × 10 km Staffel 1 |

### Siege bei Worldloppet-Cup-Rennen
Anmerkung: Vor der Saison 2015/16 hieß der Worldloppet Cup noch Marathon Cup.
| Nr. | Datum            | Ort            | Rennen              | Disziplin                  |
| --- | ---------------- | -------------- | ------------------- | -------------------------- |
| 1.  | 14. März 2004    | Maloja–S-chanf | Engadin Skimarathon | 42 km Freistil Massenstart |
| 2.  | 14. Februar 2010 | Lamoura        | Transjurassienne    | 76 km Freistil Massenstart |

### Sonstige Siege bei Skimarathon-Rennen
- 2008 La Foulée Blanche, 42 km Freistil
- 2013 Gommerlauf, 30 km Freistil

### Siege bei Continental-Cup-Rennen
| Nr. | Datum             | Ort      | Disziplin                   | Serie           |
| --- | ----------------- | -------- | --------------------------- | --------------- |
| 1.  | 17. Februar 2001  | Schonach | 10 km klassisch             | Continental Cup |
| 2.  | 3. März 2001      | Planica  | 10 km Freistil              | Continental Cup |
| 3.  | 4. Januar 2009    | Méaudre  | 15 km klassisch Massenstart | Alpencup        |
| 4.  | 11. Dezember 2011 | Pokljuka | 10 km Freistil              | Alpencup        |

## Teilnahmen an Weltmeisterschaften und Olympischen Winterspielen

### Olympische Spiele
- 2002 Salt Lake City: 8. Platz Staffel, 56. Platz 20 km Skiathlon
- 2006 Turin: 4. Platz Staffel, 24. Platz 15 km klassisch, 34. Platz 30 km Skiathlon

### Nordische Skiweltmeisterschaften
- 2003 Val di Fiemme: 40. Platz 30 km klassisch Massenstart
- 2005 Oberstdorf: 6. Platz Staffel, 15. Platz 50 km klassisch Massenstart, 23. Platz 30 km SkiathlonSprint Freistil
- 2007 Sapporo: 25. Platz 50 km klassisch Massenstart
- 2009 Liberec: 28. Platz 50 km Freistil Massenstart, 41. Platz 15 km klassisch
- 2011 Oslo: 32. Platz 15 km klassisch, 32. Platz 30 km Skiathlon

## Platzierungen im Weltcup

### Weltcup-Statistik
Die Tabelle zeigt die erreichten Platzierungen im Einzelnen.
- 1.–3. Platz: Anzahl der Podiumsplatzierungen
- Top 10: Anzahl der Platzierungen unter den ersten zehn
- Punkteränge: Anzahl der Platzierungen innerhalb der Punkteränge
- Starts: Anzahl gelaufener Rennen in der jeweiligen Disziplin
- Hinweis: Bei den Distanzrennen erfolgt die Einordnung gemäß FIS.

| Platzierung         | Distanzrennen a | Distanzrennen a | Distanzrennen a | Distanzrennen a | Distanzrennen a | Skiathlon Verfolgung | Sprint | Etappen- rennen b | Gesamt | Team c | Team c  |
| Platzierung         | ≤ 5 km          | ≤ 10 km         | ≤ 15 km         | ≤ 30 km         | > 30 km         | Skiathlon Verfolgung | Sprint | Etappen- rennen b | Gesamt | Sprint | Staffel |
| ------------------- | --------------- | --------------- | --------------- | --------------- | --------------- | -------------------- | ------ | ----------------- | ------ | ------ | ------- |
| 1. Platz            |                 |                 |                 |                 |                 |                      |        |                   |        |        | 1       |
| 2. Platz            |                 |                 |                 |                 |                 |                      |        |                   |        |        | 1       |
| 3. Platz            |                 |                 |                 |                 |                 |                      |        |                   |        |        | 2       |
| Top 10              |                 |                 | 1               |                 |                 | 2                    |        |                   | 3      |        | 11      |
| Punkteränge         | 1               | 1               | 13              | 3               | 4               | 8                    |        | 1                 | 31     | 2      | 16      |
| Starts              | 7               | 10              | 42              | 12              | 7               | 34                   | 20     | 7                 | 139    | 2      | 16      |
| Stand: Karriereende |                 |                 |                 |                 |                 |                      |        |                   |        |        |         |

### Weltcup-Gesamtplatzierungen
| Saison  | Gesamt | Gesamt | Distanz | Distanz |
| Saison  | Punkte | Platz  | Punkte  | Platz   |
| ------- | ------ | ------ | ------- | ------- |
| 2000/01 | 9      | 108.   | -       | -       |
| 2001/02 | 1      | 139.   | -       | -       |
| 2002/03 | -      | -      | -       | -       |
| 2003/04 | 38     | 80.    | 38      | 53.     |
| 2004/05 | 22     | 95.    | 22      | 60.     |
| 2005/06 | 68     | 70.    | 68      | 47.     |
| 2006/07 | 16     | 120.   | 16      | 68.     |
| 2007/08 | 23     | 103.   | 23      | 61.     |
| 2008/09 | 37     | 96.    | 37      | 59.     |
| 2009/10 | -      | -      | -       | -       |
| 2010/11 | 30     | 107.   | 22      | 68.     |
| 2011/12 | 66     | 75.    | 66      | 48.     |